# Voy a quedarme (пісня)
«Voy a quedarme» (укр. «Я залишусь») — пісня іспанського співака Бласа Канто. Пісня була випущена у цифровому форматі та для трансляції 10 лютого 2021 року. Вона представляла Іспанію на конкурсі Євробачення 2021 після перемоги у двох пісень.

## Конкурс пісні Євробачення
Пісня була обрана для представлення Іспанії на Євробаченні 2021, після того, як Блас Канто був обраний через Destino Eurovisión 2021, музичний конкурс, який відбирає заявки Іспанії на Євробачення. Оскільки Іспанія є членом Великої п'ятірки, пісня автоматично просунулася до фіналу, який відбудеться 22 травня 2021 року в Роттердамі Ехой у Роттердамі, Нідерланди.